# 楊柳観音
楊柳観音（ようりゅうかんのん）は三十三観音の一。病苦からの救済を使命とする。
右手に柳の枝を持つことにより楊柳観音と呼ばれる。この観音は画像に描かれる例が多く、絵画では座右の水瓶に柳の枝をさすこともある。
絵画として描かれたものでは、高麗仏画の遺品が著名である。日本国内では、国の重要文化財に指定されたものとして、滋賀・聖衆来迎寺本、京都・大徳寺本（3点）、京都・泉屋博古館本、鳥取・豊乗寺本、徳島・長楽寺本、佐賀・鏡神社本などがある（いずれも高麗時代）。泉屋博古館本は至治三年（=元朝の元号・1323年）、徐九方画の銘があり、作期と作者を明らかにする稀有な遺品として貴重である。鏡神社本は1391年（明徳2年）に寄進されたと伝わる。
なお、仏像では大安寺・法輪寺などに楊柳観音立像が伝わる。

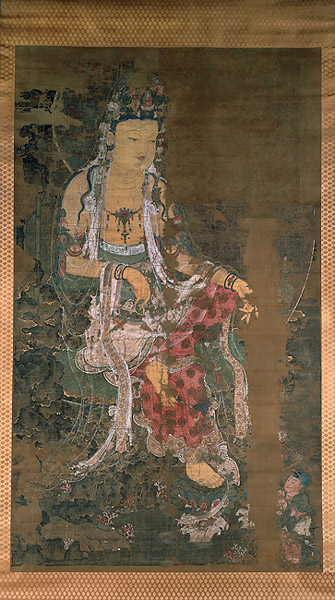
鏡神社本
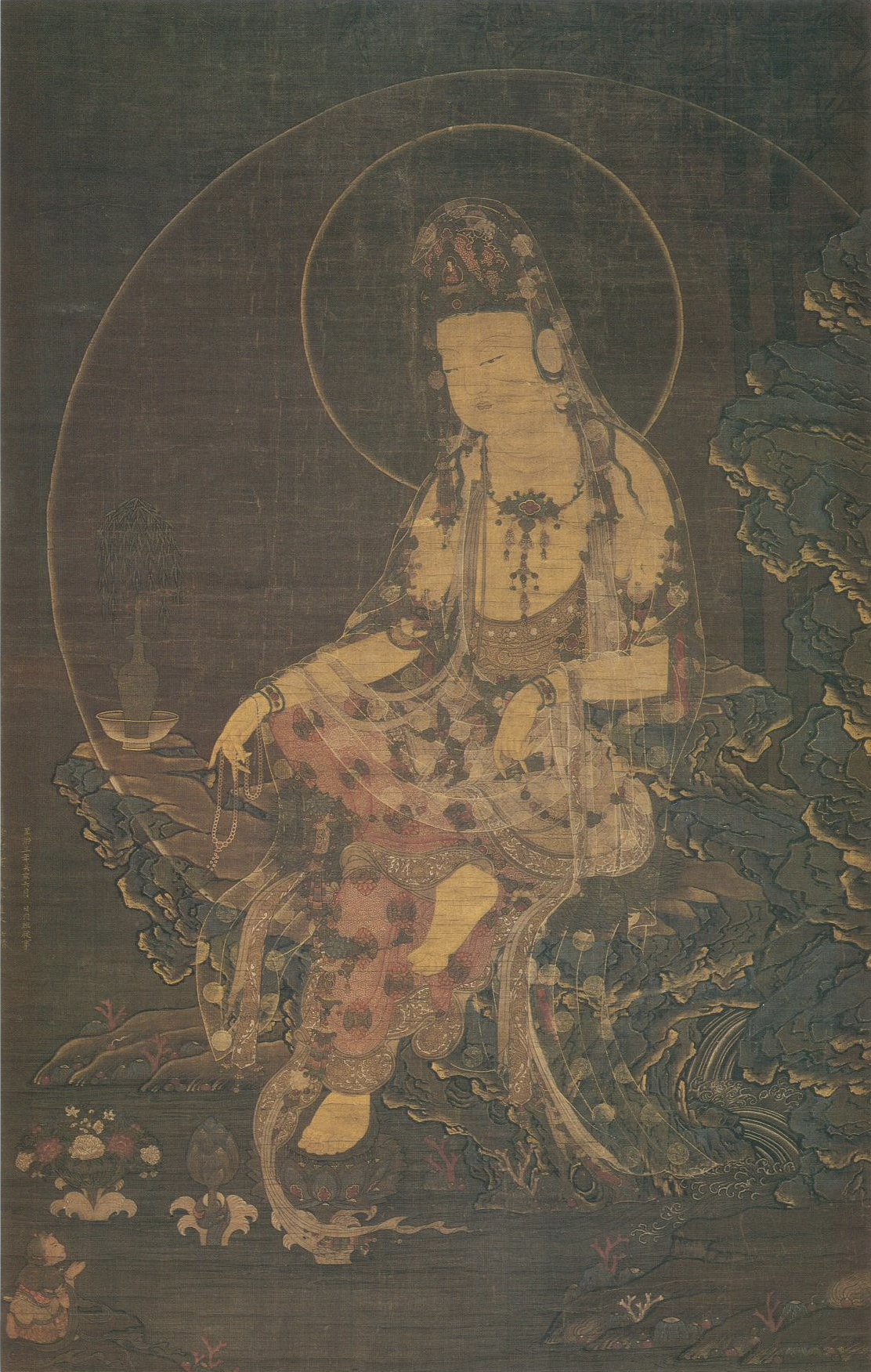
泉屋博古館本
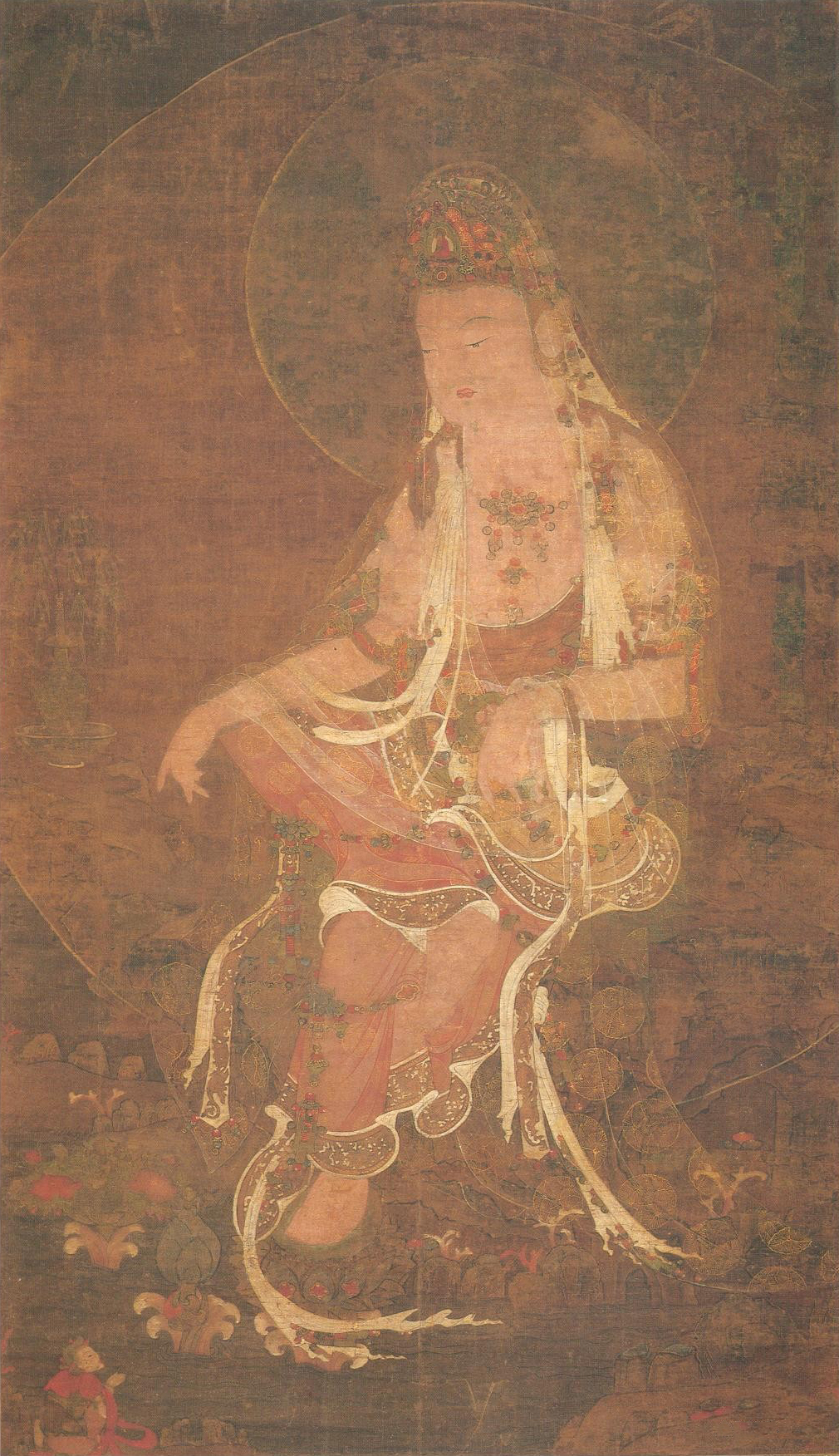
聖衆来迎寺本